# Lac de Val Noana
Le lac de Val Noana ou le lac Noana est un bassin artificiel situé dans le val Noana, dans la commune de Mezzano, dans la province autonome de Trente. 
La gorge étroite où le barrage se lève s'appelle val Fondada en raison de sa profondeur considérable. Le lac est bordé par la SP 221 della val Noana qui, du centre de Mezzano, rejoint le refuge de Fonteghi. 
Le barrage, en forme de dôme, mesure 126 m de haut et 143,5 m de long. Il a été achevé en 1958. Les eaux du Cismon et de certains de ses affluents sont acheminées dans le réservoir par un tunnel qui commence près de San Martino di Castrozza. L'eau se dirige vers la centrale de Val Noana par un long tunnel de 5 591 m qui passe sous le Monte Vederna. 
La centrale hydroélectrique est actuellement contrôlée par Enel. Elle reçoit également les eaux du lac Schener.

## Pêche
Le lac est un lieu de pêche prisé des pêcheurs locaux. La zone de pêche s'étend de 40 mètres en amont du barrage jusqu'à l’entrée du ruisseau Giasinozza.